# Langendries
De Langendries of  Berg Hostellerie is een helling nabij het Belgische dorp Sint-Goriks-Oudenhove (Zottegem), in de Vlaamse Ardennen. De helling is genoemd naar het voormalige restaurant aan de voet, aan de Zwalmbeek.
De helling bestaat uit een brede asfaltweg.
In 1971 en 1972 werd ze opgenomen in de Ronde van Vlaanderen, toentertijd werd de helling voorafgegaan door een slechte smalle kasseiweg.
Zowel in 1971 als 1972 was de helling de laatste klim (8e respectievelijk 6e klim) van de dag op weg naar de finish in Gentbrugge nabij Gent. Beide keren werd ze voorafgegaan door de Valkenberg te Brakel.
In 2009 is ze opgenomen in de Internationale Junioren Driedaagse van Axel. Ook is ze meermaals opgenomen in de Omloop Het Nieuwsblad en in de Driedaagse van De Panne-Koksijde, in deze laatste wedstrijd stond ze in het wedstrijdboek vermeld als Langendries. De helling werd ook meerdere malen opgenomen in het parcours van de Egmont Cycling Race bij zowel de mannen als de vrouwen.
In 2024 werd de helling opgenomen in het Belgisch kampioenschap wielrennen voor heren elite met contract.
Op de Langendries bevindt zich ook het authentieke volkscafé In de Zavelput (uit 1931), waar verschillende films en tv-series werden opgenomen (Clan, Flying Home, Blijf!) .
De helling is als afdaling ook opgenomen in de gele lus van de recreatieve fietsroute Ronde van Vlaanderenroute.

## Afbeeldingen

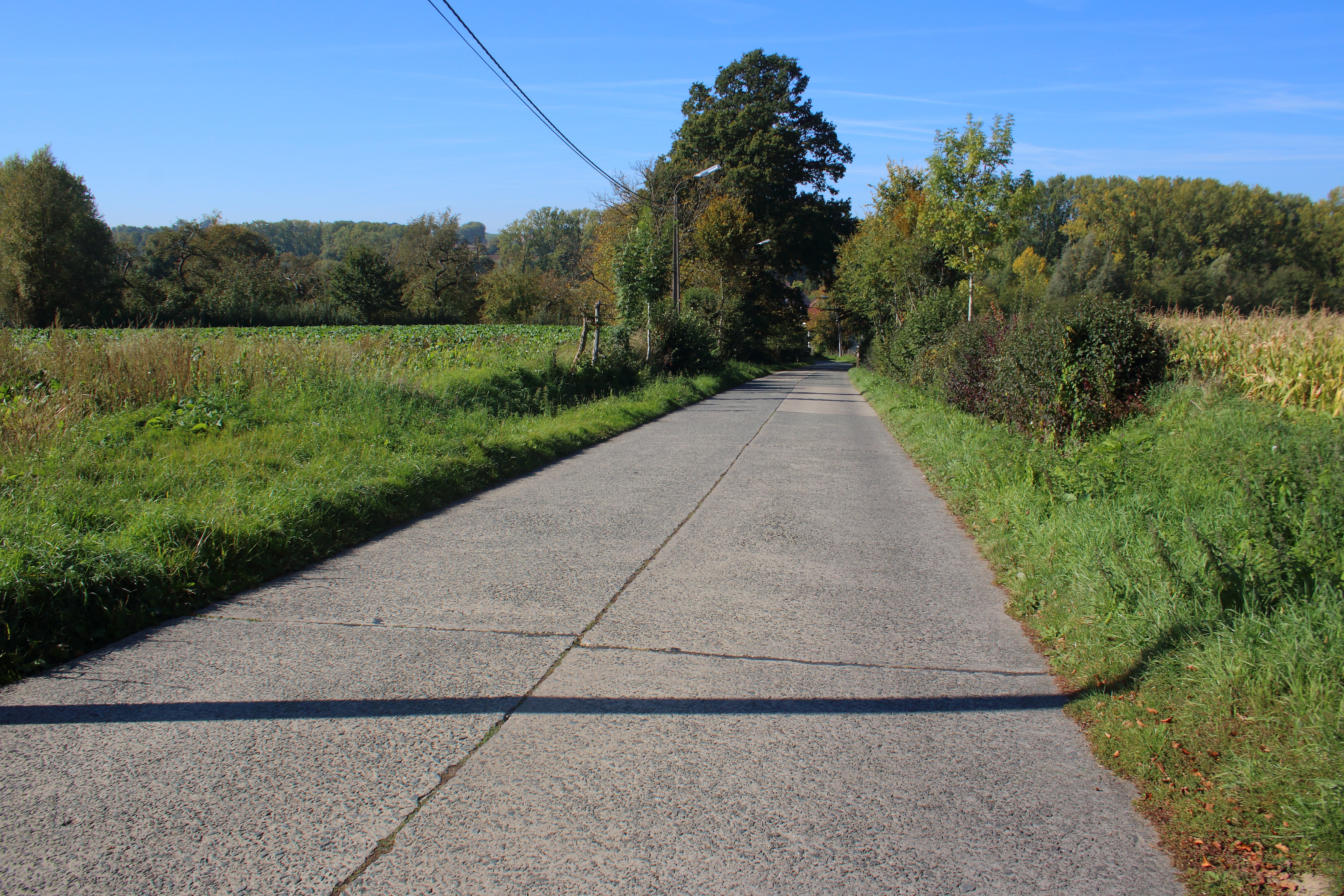
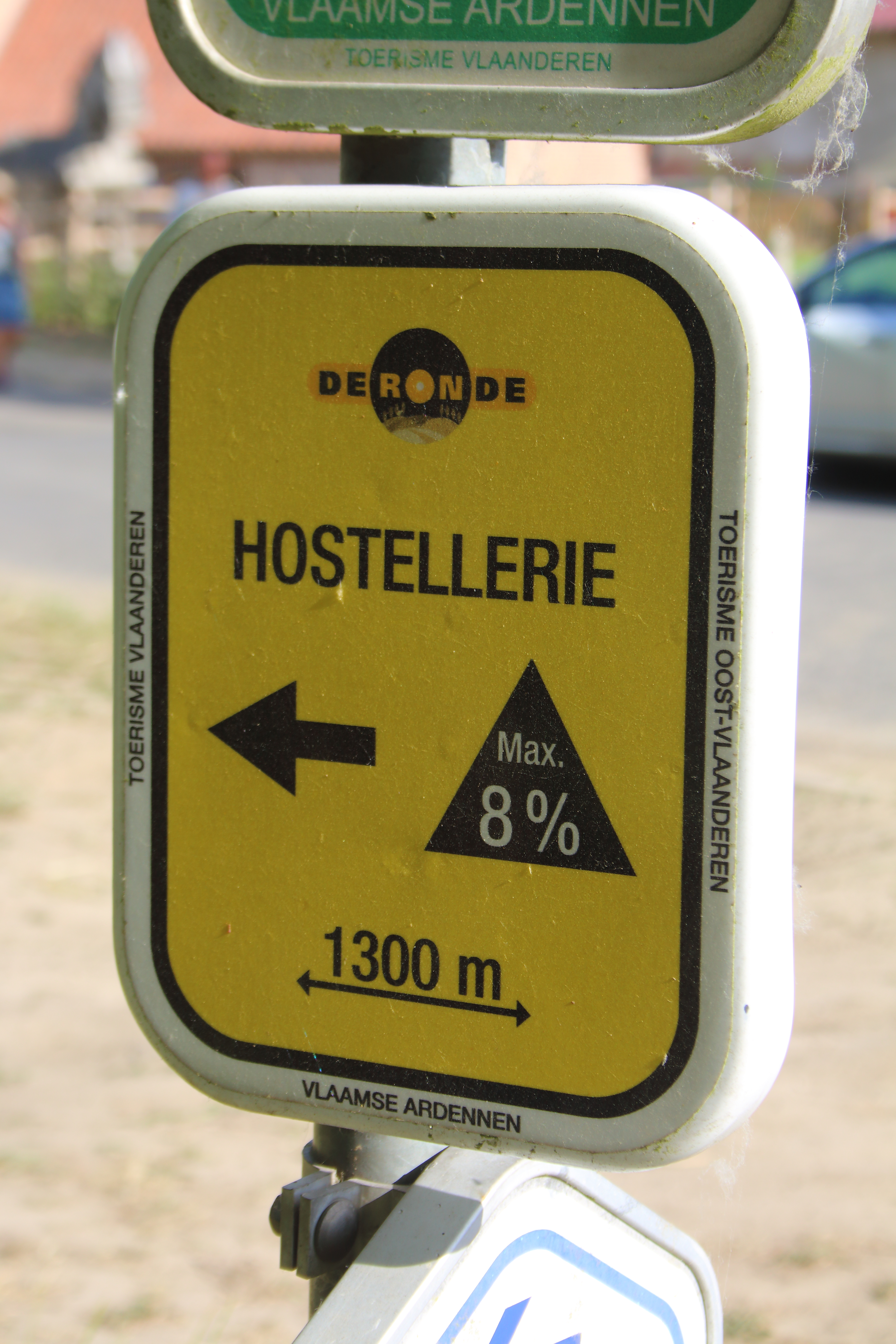
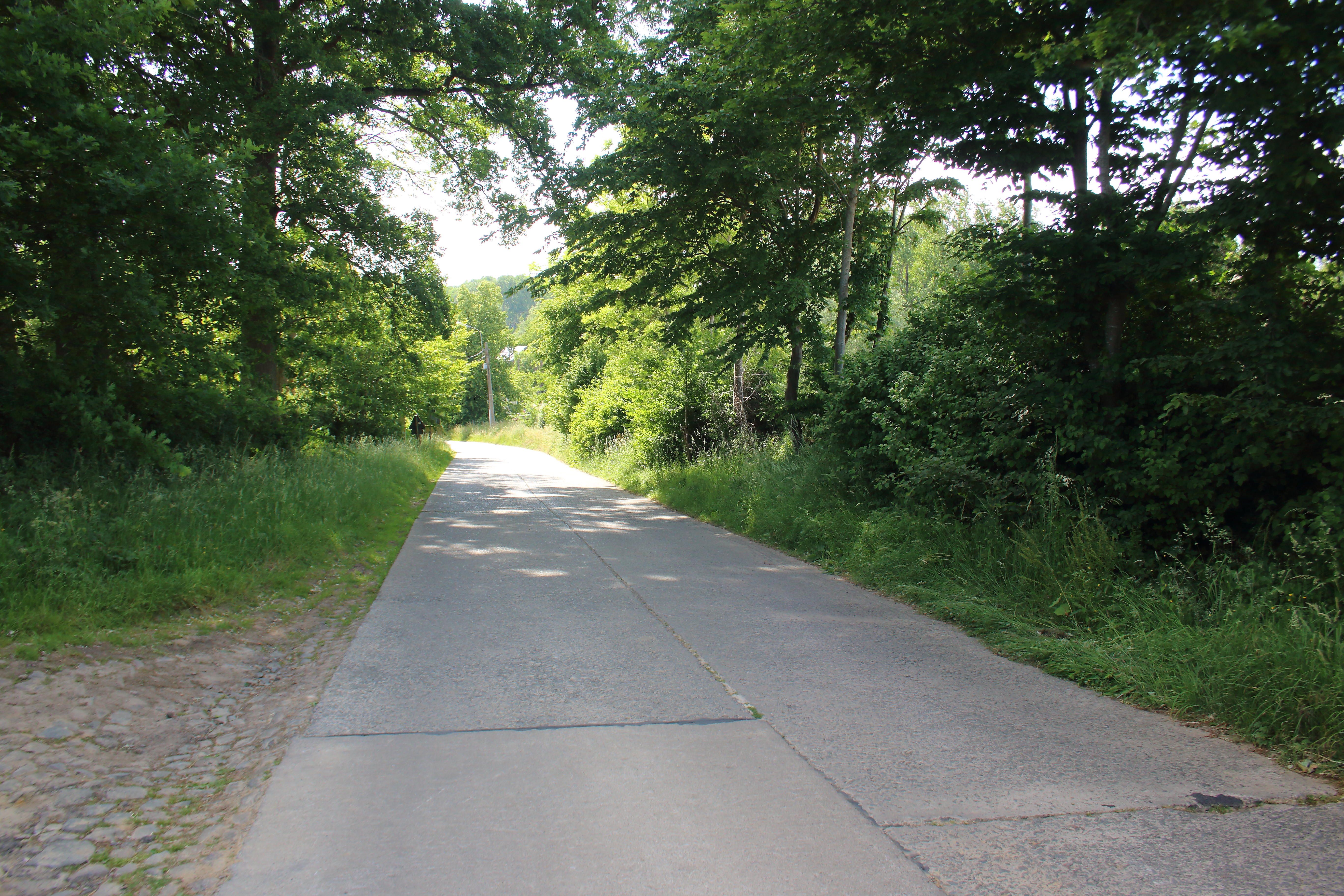
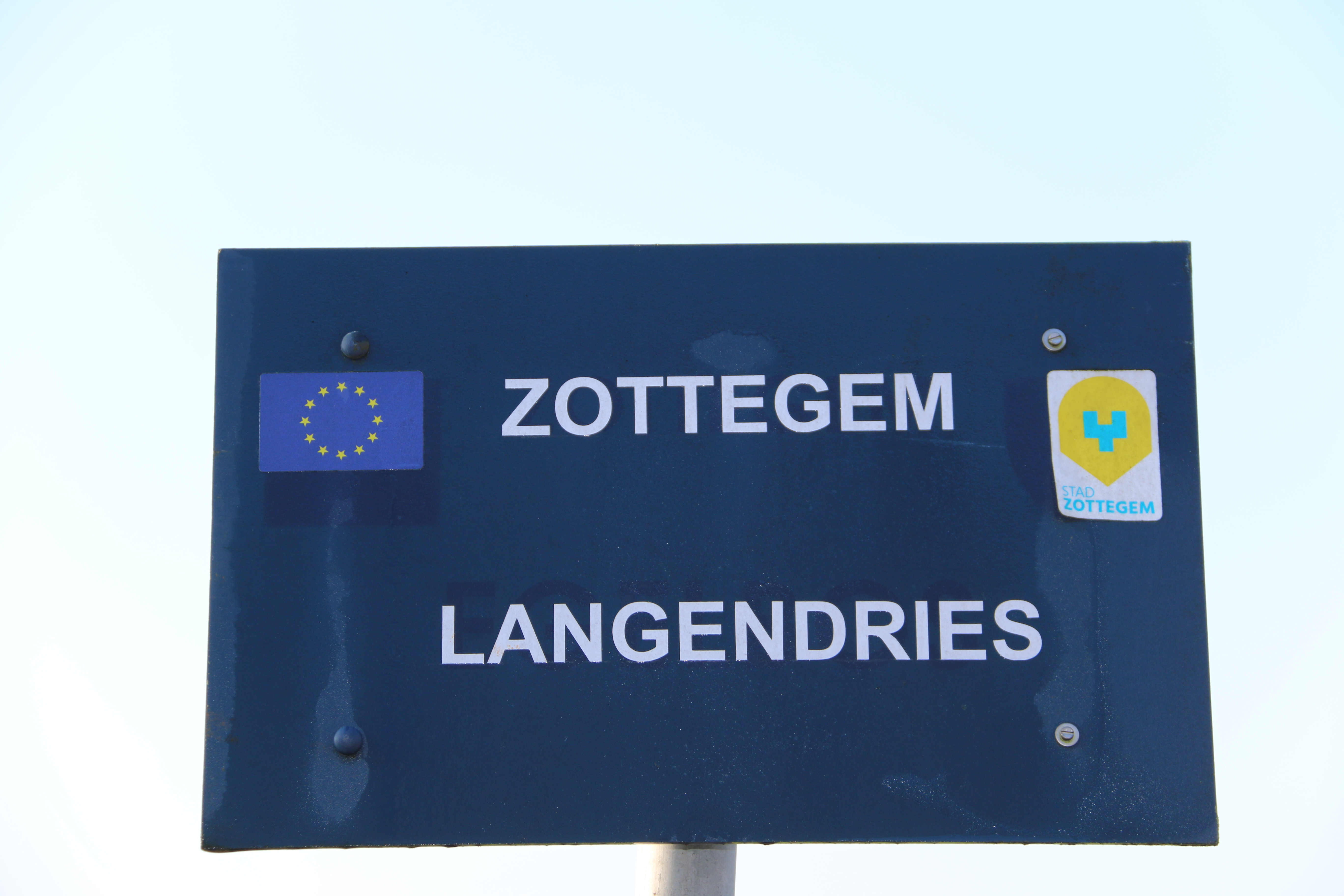
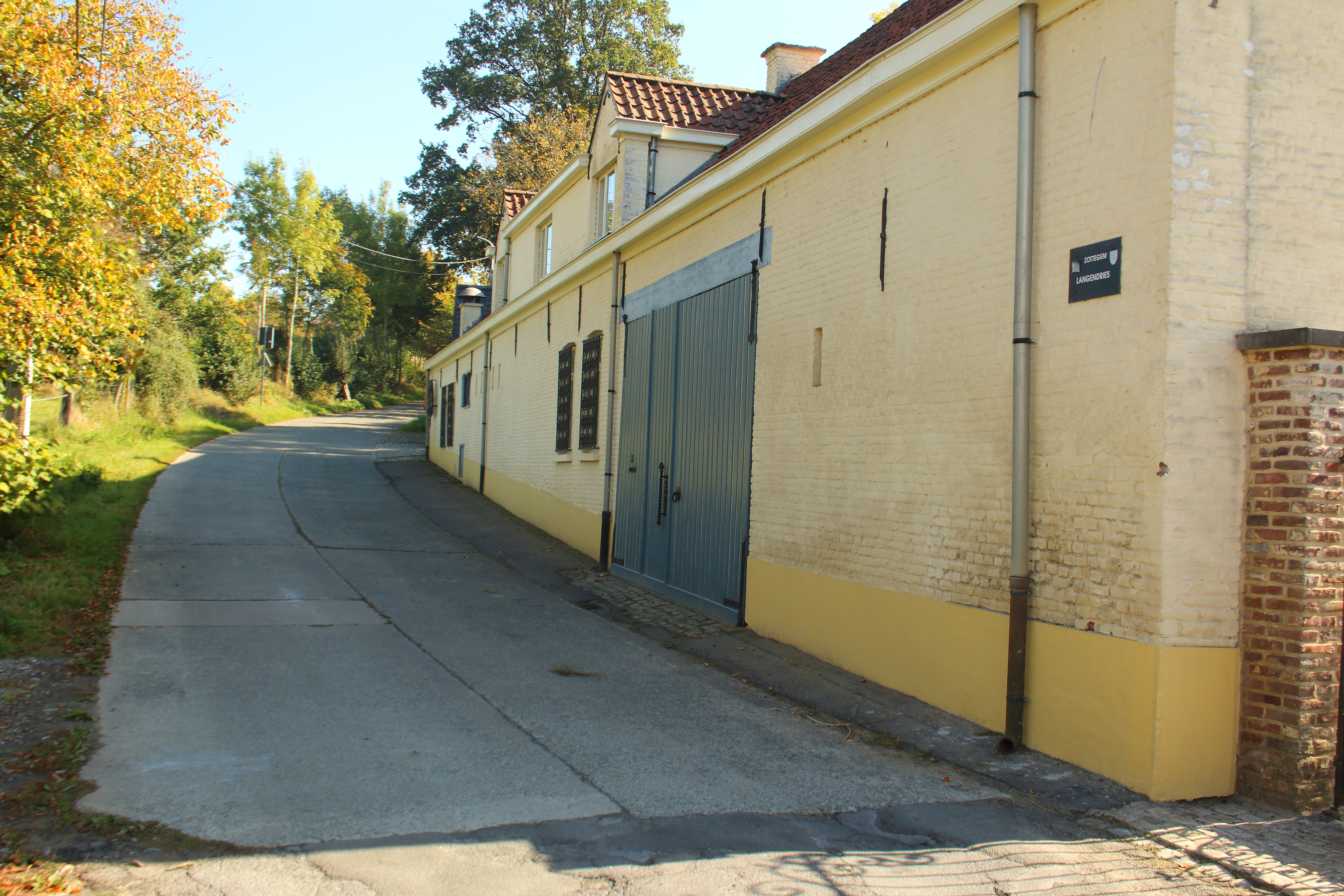